# 圏外プリンセス
圏外プリンセス（けんがいプリンセス）とは、あいだ夏波による日本の漫画作品。『マーガレット』2014年14号から2016年12号まで連載された。単行本全7巻。

## あらすじ
乙女ゲームと妄想が大好きな目黒美人は、不細工な容姿と中学1年の時の出来事がトラウマとなり、恋とは無縁の生活だったが、中学3年生になったある日、クラスメイトの国松に惹かれる。

## 登場人物
目黒美人（めぐろ みと）
本作の主人公。中学3年生。趣味は乙女ゲーム。特技は妄想。不細工な容姿と中学1年時の公開失恋が原因で、恋に臆病かつ悲観的になっている。
国松（くにまつ）
目黒美人が思いを寄せるクラスメイト。寡黙で無表情だが根は優しい剣道少年。意外とドジな面もあるが、美人のことを気にかけている。
家族構成は父(警察官)、祖母(父方)４歳の妹の４人家族で母親は死去。
春川京（はるかわ きょう）
美人のクラスメートで乙ゲー仲間。ツインテールが特徴の少女。他校に彼氏がいる。
都丸栄（とまる さかえ）
美人のクラスメートで乙ゲー仲間。丸メガネが特徴。三次元男子は無理な根っからのヲタク少女。
星夜（せいや）
乙女ゲーム「姫☆パラダイス」のキャラクター。

## 書誌情報
- あいだ夏波 『圏外プリンセス』 集英社 〈マーガレットコミックス〉、全7巻
  1. 2014年10月24日発売[3]、『マーガレット』2014年14号[1] - 19号、ISBN 978-4-08-845283-8
  2. 2015年1月23日発売[4]、『マーガレット』2014年20号 - 23号、ISBN 978-4-08-845328-6
    - 圏外プリンセス ブサイク恋愛指南書（『Seventeen』2014年8月号[1] - 12月号）

  3. 2015年4月24日発売[5]、『マーガレット』2014年24号 - 2015年6号、ISBN 978-4-08-845378-1
    - 番外編 オサレヘアサロンで圏外脱出!?の巻[6]（『マーガレット』2015年3・4合併号別冊ふろく『miniマーガレット』）

  4. 2015年7月24日発売[7]、『マーガレット』2015年7号 - 13号、ISBN 978-4-08-845414-6
  5. 2015年11月25日発売[8]、『マーガレット』2015年14号 - 19号、ISBN 978-4-08-845478-8
  6. 2016年2月25日発売[9]、『マーガレット』2015年20号 - 2016年1号、3・4合併号、ISBN 978-4-08-845523-5
  7. 2016年6月24日発売[10]、『マーガレット』2016年6号 - 12号[2]、ISBN 978-4-08-845591-4